# Dactylocardamum
Dactylocardamum es un género de plantas con una especie, Dactylocardamum imbricatifolium, (o más según otros taxónomos) en la familia Brassicaceae.
Es nativo de Perú.
Especies:
- Dactylocardamum imbricatifolium Al-Shehbaz
- Dactylocardamum polyspermum Al-Shehbaz, A.Cano & Trinidad